# Uncore
Uncore — термін, що використовується компанією Intel для спеціальних функцій центрального процесора, які не є частиною процесорного ядра, але мають з ним дуже тісний зв'язок, забезпечуючи таким чином високу швидкість доступу. З часу випуску процесорів мікроархітектури Sandy Bridge відомий також під назвою «системний агент» (англ. system agent).
Функції Uncore включають, з-поміж іншого, контролери QuickPath Interconnect, кеш третього рівня (L3 cache), механізми когеренції пам'яті («снупінг шини», англ. bus snooping agent), доступ до конвеєра інструкцій, контролера пам'яті і контролера інтерфейсу Thunderbolt.
Дизайн uncore бере початок у мікросхемах північних мостів. Uncore реорганізує функції, критичні для ядер процесора, розміщуючи їх фізично ближче до ядра, і таким чином зменшуючи затримки доступу.
Мікроархітектура Intel Uncore розбивається на кілька модульних блоків. Головний інтерфейс uncore до ядра — так званий «кеш-бокс» (англ. cache box, CBox), який взаємодіє з процесорним кешем останнього рівня (англ. last level cache, LLC) і відповідає за керування когерентністю кешу. Множина внутрішніх і зовнішніх QPI-з'єднань керується блоками фізичного рівня (англ. physical-layer units, або PBox).
З'єднання між PBox, CBox, і одним або більше MBox[що це?] здійснюється за допомогою контролера системної конфігурації (UBox) і роутера (RBox).
Вилучення контролерів послідовних шин з Intel uncore дозволяє ще збільшити швидкодію шляхом підвищення тактової частоти uncore (UCLK) до гігагерців (2…3 ГГц, а у режимі «оверклокінгу» навіть більше ніж 3 ГГц). Така висока частота дозволяє ядрові зменшити затримки при взаємодії з контролером пам'яті, на практиці на 10 наносекунд і більше.